# Strange Way of Life
Strange Way of Life (Extraña forma de vida) è un cortometraggio del 2023 scritto e diretto da Pedro Almodóvar.

## Trama
Venticinque anni dopo il loro ultimo incontro, il cowboy Silva attraversa il deserto per incontrare Jake, che nel frattempo è diventato lo sceriffo di una cittadina. I due trascorrono una notte di passione insieme, ma la mattina seguente Jake rivela il vero motivo del loro incontro: il figlio di Silva è infatti il principale sospettato dell'omicidio della cognata di Jake.
Tornato a casa, Silva esorta il figlio Joe a fuggire in Messico, ma i preparativi di fuga vengono interrotti dall'arrivo di Jake. Il figlio e lo sceriffo lottano, ma quando Joe ha la meglio su Jake, Silva gli impedisce di sparare all'amante. Tuttavia, quando Jake punta la pistola contro Joe mentre il giovane monta a cavallo è Silva stesso a sparare allo sceriffo.
Silva medica la ferita di Jake, si occupa di lui durante la convalescenza e, alla fine, risponde alla domanda che lo sceriffo gli aveva posto venticinque anni prima, quando Silva gli aveva proposto di occuparsi di un ranch insieme e Jake aveva risposto chiedendo cosa avrebbero potuto fare due uomini in un ranch. Silva risponde quindi che potrebbero prendersi cura l'uno dell'altro, tenendosi compagnia e proteggendosi a vicenda

## Produzione
Il cortometraggio è stato girato nell'agosto 2022 nel deserto di Tabernas, nella provincia di Almería. Strange Way of Life è il titolo di una vecchia canzone portoghese fado di Amália Rodrigues, che viene suonata nel film. La casa di produzione che si è occupata del progetto è El Deseo, di proprietà dello stesso regista Pedro Almodóvar, congiunta con la maison Yves Saint Laurent. Il direttore creativo della maison Anthony Vaccarello ha creato i costumi di scena del film ed è uno dei produttori esecutivi.

## Distribuzione
Il cortometraggio è stato presentato in anteprima il 17 maggio 2023 fuori concorso al 76º Festival di Cannes. È stato distribuito nelle sale cinematografiche spagnole da BTeam a partire dal 26 maggio 2023. In Italia è stato distribuito da MUBI.

## Accoglienza
Sul numero 800 dell'estate 2023 dei Cahiers du cinéma, consacrato all'idea Refaire le monde, il film, selezionato nella rubrica Cahier critique, viene letto come un raggiungimento improvviso della pace dopo una passione vista nel tempo, dove alla legge del desiderio si contrappone oramai il desiderio della legge.

## Riconoscimenti
- 2023 - Festival di Cannes
  - Candidatura per la Queer Palm